# Josef Zeman (Gewichtheber)
Josef Zeman (* 8. Juni 1906 in Wien; † November 1992) war ein österreichischer Gewichtheber. Er gewann bei den Europameisterschaften 1930 und 1934 jeweils eine Bronzemedaille im Halbschwergewicht.

## Werdegang
Josef Zeman war Angehöriger des Teutoburger Athletenklub Wien. Er begann dort als Jugendlicher mit dem Gewichtheben. Seit 1928 gehörte er zu den besten österreichischen Gewichthebern im Halbschwergewicht. Im Jahre 1930 wurde er erstmals österreichischer Meister in dieser Gewichtsklasse mit einer Leistung von 337,5 kg (90-107,5-140) im olympischen Dreikampf vor Johann von Szabados vom Polizei SV Wien, der auf 312,5 kg kam.
Im gleichen Jahr startete er auch bei den Deutschen Kampfspielen in Breslau, eine Veranstaltung, an der alle deutschsprachigen Sportler der Welt eingeladen waren. Er erzielte dort im olympischen Dreikampf nur 322,5 kg (85-100-137,5) und musste sich mit dem 4. Platz zufriedengeben. Eine wesentlich bessere Leistung erzielte er dann wieder bei der Europameisterschaft 1930 in München mit 340 kg im olympischen Dreikampf. Mit dieser Leistung gewann er hinter Olympiasieger Louis Hostin aus Frankreich, 350 kg und Jakob Vogt aus Deutschland die Bronzemedaille im Halbschwergewicht.
1931 erzielte er im beidarmigen Stoßen mit 145 kg einen österreichischen Rekord im beidarmigen Stoßen, wurde aber nicht für die Europameisterschaft dieses Jahres in Luxemburg nominiert. Als er im Jahre 1932 auch nicht zu den Olympischen Spielen nach Los Angeles entsandt wurde, hängte er frustriert seine Gewichtheberschuhe an den Nagel.
Im Jahre 1934 machte er aber ein Comeback und belegte bei der Österreichischen Meisterschaft, die im Fünfkampf ausgetragen wurde, im Halbschwergewicht mit 492,5 kg den 2. Platz hinter Fritz Haller aus Wien. Bei der Europameisterschaft 1934 in Genua erzielte er im olympischen Dreikampf 342,5 kg und belegte damit den 3. Platz hinter Fritz Haller, 370 kg und Eugen Deutsch aus Deutschland, 365 kg.
Wegen zunehmenden Probleme das Gewichtslimit von 82,5 kg für das Halbschwergewicht zu halten, startete Josef Zeman ab 1935 im Schwergewicht. In dieser Gewichtsklasse gab er bei der Europameisterschaft 1935 in Paris seinen Einstand und erzielte im olympischen Dreikampf 370 kg. Mit dieser Leistung kam er dort auf den 5. Platz.
1936 gehörte Josef Zeman zur österreichischen Mannschaft, die bei den Olympischen Spielen in Berlin an den Start ging. Er konnte dort im Schwergewicht seine Leistung auf 387,5 kg (110-122,5-155) kg steigern. Diese Leistung reichte aber nur für den 6. Platz.
Im Jahr 1937 vertrat er zunächst die österreichischen Farben bei zwei Länderkämpfen gegen Deutschland in Wien und München im Schwergewicht. Er erzielte dabei in Wien 370 kg (105-115-150) und in München 372,5 kg (105-117,5-150) und unterlag beide Male gegen Olympiasieger Josef Manger aus Freising, der in Wien 420 kg (135-125-160) und in München 400 kg (125-125-150) erzielte. Kurz darauf erzielte Josef Zeman bei der österreichischen Ausscheidung für die Weltmeisterschaft in Paris in Wien im Schwergewicht mit 390 kg (115-120-155) eine persönliche Bestleistung. Die gleiche Leistung erbrachte er dann auch bei der Weltmeisterschaft 1937 selbst und kam damit auf den 6. Platz.
Im Jahre 1938 startete Josef Zeman noch bei den NS-Kampfspielen in Nürnberg, kam aber dort nur auf 370 kg, womit er hinter Josef Manger, 417,5 kg, den 2. Platz belegte. Bei der Weltmeisterschaft 1938 in Wien war er nicht mehr am Start.

## Internationale Erfolge
(OS = Olympische Spiele, WM = Weltmeisterschaft, EM = Europameisterschaft, FK = Fünfkampf, bestehend aus einarmigen Reißen und Stoßen sowie beidarmigen Drücken, Reißen und Stoßen, OD = olympischer Dreikampf, bestehend aus beidarmigen Drücken, Reißen und Stoßen, Hs = Halbschwergewicht, S = Schwergewicht, damals bis 82,5 kg bzw. über 82,5 kg Körpergewicht)
- 1930, 4. Platz, Deutsche Kampfspiele in Breslau, OD, Hs, mit 322,5 kg (85-100-137,5), hinter Jakob Vogt, Ochtenburg, 340 (105-100-135), Karl Bierwirth, Essen, 332,5 kg u. Franz Hirn, Wien, 330 kg;
- 1930, 3. Platz, EM in München, OD, Hs, mit 340 kg (90-107,5-142,5), hinter Louis Hostin, Frankreich, 350 kg (100-110-140) und Jakob Vogt, Deutschland, 340 kg (105-100-135) und vor Vaclav Psenicka, Tschechoslowakei, 337,5 kg (100-105-132,5);
- 1934, 3. Platz, EM in Genua, OD, Hs, mit 342,5 kg (95-107,5-140), hinter Fritz Haller, Österreich, 370 kg (105-120-145) und Eugen Deutsch, Deutschland, 365 kg (100-115-150);
- 1935, 5. Platz, EM in Paris, OD, S, mit 370 kg (105-120-145), hinter Josef Manger, Deutschland, 395 kg, Ronald Walker, England, 382,5 kg, Vaclav Psenicka, 382,5 kg u. Paul Wahl, Deutschland, 382,5 kg,
- 1936, 6. Platz, OS in Berlin, OD, S, mit 387,5 kg (110-122,5-155), hinter Josef Manger, 410 kg, Vaclav Psenicka, 402,5 kg, Arnold Luhaäär, Estland, 400 kg. Ronald Walker, 397,5 kg u. Hussein Moukhtar, Ägypten, 395 kg;
- 1937, 6. Platz, WM in Paris, OD, S, mit 390 kg (115-120-155); Sieger. Josef Manger, 420 kg vor Vaclav Psenicka, 405 kg u. Heinz Schattner, Deutschland, 395 kg

## Österreichische Meisterschaften
(soweit bekannt)
- 1930, 1. Platz, OD, Hs, mit 337,5 kg vor Johann von Szabados, Wien, 312,5 kg,
- 1934, 2. Platz, FK, Hs, mit 492,5 kg, hinter Fritz Haller, Wien